# Keletso Sifama
Keletso Sifama (Katlehong, 27 de abril de 2003) es un futbolista sudafricano que juega en la demarcación de centrocampista para el Cape Town Spurs FC de la Primera División de Sudáfrica.

## Selección nacional
Tras jugar con la selección de fútbol sub-20 de Sudáfrica y la sub-23, finalmente hizo su debut con la selección absoluta el 13 de julio de 2022 en un encuentro de la Copa COSAFA 2022 contra Mozambique que finalizó con un resultado de empate a cero que se resolvió desde la tanda de penaltis por 4-5 a favor de Mozambique.

## Clubes
| Club                          | País      | Año       | Partidos | Goles |
| ----------------------------- | --------- | --------- | -------- | ----- |
| Kaizer Chiefs FC              | Sudáfrica | 2020-2021 | 5        | 0     |
| Maritzburg United FC (cedido) | Sudáfrica | 2021      | 5        | 0     |
| Pretoria Callies FC (cedido)  | Sudáfrica | 2021-2022 | 10       | 2     |
| Casric Stars FC (cedido)      | Sudáfrica | 2023      | 10       | 1     |
| Sekhukhune United FC          | Sudáfrica | 2023-2024 | 5        | 0     |
| Cape Town Spurs FC            | Sudáfrica | 2024-     | 5        | 0     |